# Леонард Джейкобсон
Леонард Джейкобсон (англ. Leonard Jacobson; 7 березня 1921, Філадельфія, США — 26 грудня 1992, Браєркліфф Менор, Нью-Йорк, США) — американський архітектор музеїв, член Американського інституту архітекторів. Разом із Бей Юйміном він працював над деякими з основних проектів музеїв XX століття .
Джейкобсон народився 7 березня 1921 року у Філадельфії, штат Пенсільванія, США. У 1942 році він закінчив Університет Пенсильванії. Впродовж Другої світової війни (1942—1945) Джейкобсон служив у військово-повітряних силах армії США . У 1947 році він отримав ступінь магістра архітектури також в університеті Пенсильванії.
У 1953 році, Джейкобсон почав працювати з Бей Юйміном, приєднавшись до нього у компанії I.M.Pei & Partners, що була заснована в 1955 році. У 1980—1992 роках він став бізнес партнером в компанії I. M. Pei & Partners, яка у 1989 році стала Pei Cobb Freed & Partners. Джейкобсон був керівником наступних проектів будівництва в США, що включали переважно проекти музеїв:
- Східне крило Національної галереї мистецтв, Вашингтон, округ Колумбія (1978)
- Західне крило Музею витончених мистецтв, Бостон, штат Массачусетс (1981)
- Музей мистецтв Портленда, Портленд, штат Мен (1982)
- Будівля Уізнер, Массачусетський технологічний інститут, Кембридж, штат Массачусетс (1985)

В кінці своєї кар'єри в 1980-х і на початку 1990-х років Джейкобсон брав активну участь в модернізації Лувра в Парижі (Франція).
Джейкобсон був членом Американського інституту архітекторів. У 1989 році він отримав ступінь Офіцера Ордену Мистецтв і літератури, яким його нагородив уряд Франції.
Леонард Джейкобсон помер 26 грудня 1992 у віці 71 рік від серцевого нападу в своєму будинку в селі Браєркліфф Менор, Нью-Йорк, США.